# Daniel Reynek
Daniel Reynek (9. června 1928 Grenoble – 23. září 2014 Petrkov) byl český tiskař a umělecký fotograf.

## Život
Narodil se v Grenoblu v červnu 1928 jako prvorozený syn českého básníka a grafika Bohuslava Reynka a jeho ženy, francouzské básnířky Suzanne Renaudové.
Reynkovi od roku 1926 žili střídavě ve Francii a na statku v Petrkově, za druhé světové války v roce 1944 jim usedlost zabavily protektorátní úřady; rodina pak žila ve Staré Říši u otcova vydavatele Floriána. Po roce 1948 hospodářství zabavili komunisté, dům obydleli cizí lidé. Členové rodiny Reynkovy pracovali ve stájích nově vzniklého zemědělského družstva a bydleli v části rodinného statku. Daniel Reynek později pracoval jako řidič u Pozemních staveb. Majetek se rodině vrátil po roce 1990 a oba bratři zde žili. Zemřel v září 2014, za tři týdny po něm zemřel jeho bratr Jiří. Byl pohřben ve Svatém Kříži.
Daniel Reynek má dceru Veroniku, která vydává knihy a provozuje knihkupectví, a syna Michaela.

## Dílo
Spolu se svým otcem tiskl jeho grafiky a společně experimentovali upravováním skleněných negativů. Fotografii se začal věnovat ve 40. letech, kdy během druhé světové války na statku Reynkových pobývali jihlavští židé a jeden z nich, Filip Hermann, Danielu Reynkovi věnoval fotoaparát. Ve svých fotografiích se zaměřoval na krajinu, zvířata a jiné prosté motivy. Od poloviny 60. let vytvářel fotografické montáže, v nichž skládal barevné snímky přes sebe do dvojic, zachycoval hlavně krajinu na Vysočině, kde žil, do snímků přírody přidává detaily stromů, květin a ptáků.
V roce 1991 se konala první výstava jeho fotografií v Galerii moderního umění v Roudnici nad Labem, tu uspořádala Anna Fárová. Později se konala řada dalších výstav po České republice i ve Francii. Své fotografie publikoval i knižně a formou kalendářů.

## Knižní rozhovor
- PALÁN, Aleš: Kdo chodí tmami, rozhovor s Jiřím a Danielem Reynkovými, Nakladatelství Petrkov, 2012, ISBN 978-80-87595-13-8

## Film
- BRÁZDOVÁ, Tereza: Kluci (dokument o bratřích Reynkových)